# Luna (araldica)
Luna è un termine utilizzato in araldica per indicarla piena, figurata e di argento.
Talora simboleggia la dialettica, come lei variabile nella forma, ma anche incostanza nella sfortuna, per lo stesso motivo; altre volte invece è presa come simbolo di fortezza d'animo nella sventura, perché illumina nelle tenebre. 

## Galleria d'immagini

Luna d'argento (Bourmont, Francia)
Luna d'oro (Fouras, Francia)
D'azzurro a due chiavi d'oro in capo e una luna dello stesso in punta (Corporazione dei fabbri di Pamiers, Francia)